# Suvi Teräsniska
Suvi Pirjo Sofia Teräsniska (Rovaniemi, 10 aprile 1989) è una cantante finlandese.
Con nove dischi di platino e quattro dischi d'oro ottenuti nel giro di meno di dieci anni dal suo debutto, nonché oltre mezzo milione di copie vendute al 2019, è fra gli artisti schlager finlandesi di maggior successo commerciale del ventunesimo secolo.

## Biografia
Nata nel capoluogo lappone e cresciuta a Kolari, Suvi Teräsniska si è trasferita ad Oulu con la famiglia quando aveva 7 anni. Da ragazza ha cantato nel coro Musarit. Nel 2005 il musicista Jussi Rasinkangas le ha chiesto di registrare una demo e l'ha inviata a varie etichette discografiche; la Helsinki Music Company, facente parte della famiglia della Warner Music Finland, ha dimostrato interesse, e le ha offerto un contratto.
Il singolo di debutto di Suvi Teräsniska, Sanoja vaan, è uscito nel giugno del 2007 e ha anticipato l'album di debutto Särkyneiden sydänten tie, che ha raggiunto l'11ª posizione della classifica finlandese ed è stato certificato doppio disco di platino con oltre 41 000 copie vendute a livello nazionale. Ha inoltre cantato Hei mummo, inclusa nella colonna sonora del film natalizio Miracolo di una notte d'inverno, che è diventata il suo piazzamento migliore nella Suomen virallinen lista, la classifica dei singoli, al 5º posto.
Alla fine del 2009 ha pubblicato l'album di musica natalizia Tulkoon joulu, anch'esso certificato doppio disco di platino; stesso destino ha visto il terzo album del 2010, Rakkaus päällemme sataa, che con le sue quasi 48.000 vendite certificate è il disco di maggior successo della carriera di Suvi Teräsniska. L'album ha fruttato alla cantante il premio per l'artista dell'anno e per il disco dell'anno agli Iskelmä Gaala del 2011, il maggiore riconoscimento per la musica schlager finlandese. Alla fine dello stesso anno, il quarto album Pahalta piilossa ha regalato alla cantante un altro disco di platino.
Nel 2013 la cantante ha pubblicato Hän tanssi kanssa enkeleiden, il suo primo album numero uno nella classifica finlandese, seguito alla fine dello stesso anno da Pohjantuuli, che ha anch'esso raggiunto il primo posto. Entrambi i progetti sono certificati disco di platino. A questo punto della sua carriera, dopo poco più di cinque anni dal suo debutto, Suvi Teräsniska aveva già venduto 250 000 copie dei suoi dischi.
A novembre 2014 la cantante ha pubblicato il suo secondo album natalizio, Joulun henki, certificato disco di platino. Nella primavera del 2015 si è presa una pausa dai riflettori per dare alla luce il suo figlio primogenito. Alla fine dello stesso anno è uscita la compilation con i singoli di maggior successo di Suvi Teräsniska, Täydellinen elämä - Suurimmat hitit, certificata disco d'oro.
Nella primavera del 2016 ha preso parte al popolare programma canoro Vain elämää, mentre nell'estate successiva ha vinto il festival di musica schlager Iskelmä-Finlandia. Pochi giorni prima di dare alla luce il secondo figlio nell'autunno del 2016, la cantante ha pubblicato il suo nuovo album Sinä olet kaunis, che è stato certificato disco d'oro ed è diventato il suo terzo disco numero uno in classifica.
Nel 2018 è stata una dei quattro giudici alla seconda edizione della versione finlandese del talent show The X Factor. L'anno successivo ha partorito il suo terzogenito ed è uscito il suo nono album in studio, Ihmisen poika, che ha debuttato al 3º posto in classifica.

## Discografia

### Album in studio
- 2008 – Särkyneiden sydänten tie
- 2009 – Tulkoon joulu
- 2010 – Rakkaus päällemme sataa
- 2011 – Pahalta piilossa
- 2013 – Hän tanssi kanssa enkeleiden
- 2013 – Pohjantuuli
- 2014 – Joulun henki
- 2016 – Sinä olet kaunis
- 2019 – Ihmisen poika
- 2020 – Iltalauluja
- 2021 – Tämä maailma tarvitsee joulun
- 2024 – Seuraavassa elämässä

### Raccolte
- 2015 – Täydellinen elämä - Suurimmat hitit
- 2017 – Elämä on varjoa ja valoa

### Opere audiovisive
- 2010 – Saanko luvan?

### EP
- 2020 – Iltalauluja

### Singoli
- 2007 – Sanoja vaan
- 2007 – Valkoinen valhe
- 2007 – Hei mummo
- 2008 – Hento kuiskaus
- 2008 – Särkyneiden sydänten tie
- 2009 – Kylmät enkelit
- 2009 – Pikkuveljen joulupuuro
- 2010 – Jos menet pois
- 2010 – Jos mikään ei riitä
- 2011 – Elävänä haudattu
- 2011 – Pahalta piilossa
- 2012 – Tyhjässä huoneessa
- 2012 – Rakkaus on lumivalkoinen
- 2013 – Pettävällä jäällä (con Oskari Teräsniska)
- 2013 – Täydellinen elämä
- 2013 – Vaiettu rakkaus
- 2014 – Jos olisin mun mies
- 2014 – Taivas sylissäni
- 2015 – Uusi aamunkol
- 2015 – Erinomanlaisia
- 2016 – Elämäni miehiä
- 2016 – Puolikas
- 2016 – Baden-Baden
- 2016 – Päästä mut pois
- 2016 – Yhtenä iltana
- 2016 – 11. hetki
- 2016 – Kolme pientä sanaa
- 2017 – Sinä olet kaunis
- 2017 – Kaunis ja peloton
- 2017 – Samase (feat. Mikael Gabriel)
- 2018 – Auringon lapset
- 2018 – Avaruus
- 2019 – Ihmisen poika
- 2020 – Tämä maailma tarvitsee rakkautta
- 2020 – Niin aikaisin
- 2021 – Kaikki joiden jäljet säästin
- 2021 – Tappavan hiljainen rivarinpätkä
- 2021 – Teipillä tai rakkaudella
- 2021 – Miten sydämet toimii?
- 2021 – Älä tyri nyt
- 2021 – Lohtu
- 2021 – Kriisit (feat. Rajaton)
- 2021 – Jättiläinen
- 2022 – Vihaton
- 2023 – Ahvenanmaa
- 2023 – Seuraavassa elämässä

#### Come featuring
- 2011 – Täävalssi (Neljänsuora feat. Suvi Teräsniska)